# Eva Eggebrecht
Eva Eggebrecht, geborene Kühnert (* 8. Dezember 1933 in Leukersdorf im Erzgebirge; † 24. Januar 2021 in Hildesheim), war eine deutsche Ägyptologin und Museumsmitarbeiterin.

## Biografie

### Familie, Ausbildung
Eva Kühnert war das erste Kind der Familie Kühnert aus Leukersdorf im Erzgebirge. Dort ging sie während des Zweiten Weltkriegs zur Grundschule und später zur Oberrealschule in Stolberg. Nach der Übersiedlung nach Düsseldorf machte sie dort ihr Abitur am Luisen-Gymnasium Düsseldorf. Anschließend studierte sie in München, zwischenzeitlich auch in Göttingen und Wien, Kunstgeschichte, Anglistik und Archäologie.
Neben wissenschaftlichen Reiseleitungen unter anderem durch Ägypten, arbeitete sie zur Finanzierung ihres Studiums zeitweilig auch als Übersetzerin für den Bundesnachrichtendienst. 1969 wurde sie mit einer Dissertation zum Thema: Die Axt als Waffe und Werkzeug im Alten Ägypten zum Dr. phil. promoviert.
Während des Studiums lernte sie den Ägyptologen Arne Eggebrecht kennen, den sie 1966 heiratete. Eva und Arne Eggebrecht sind die Eltern des Videospielentwicklers Julian Eggebrecht.
1974 ging die Familie Eggebrecht nach Hildesheim. Arne Eggebrecht war dort von 1975 bis 1984 als Direktor und anschließend bis 2000 als leitender Direktor des Roemer- und Pelizaeus-Museums tätig.

### Beruf
Eva Eggebrecht bearbeitete und publizierte zunächst die Textilien des Roemer- und Pelizaeus-Museums. Sie plante und betreute zusammen mit Arne Eggebrecht und weiteren Mitarbeitern die großen ägyptischen Sonderausstellungen des Roemer- und Pelizaeus-Museums, Echnaton-Nofretete-Tutanchamun (1976), Götter und Pharaonen (1979), Das Land am Nil: Bildteppiche aus Harrania (1979), Ägypten, Faszination und Abenteuer (1982) und Ägyptens Aufstieg zur Weltmacht (1987). Sie war ebenso an der Planung und Erstellung von Ausstellungen zu anderen Themen beteiligt, wie Sumer-Assur-Babylon (1978), Kunstschätze aus China (1981), Kunstschätze aus Alt-Nigeria (1983), Albanien – Schätze aus dem Land der Skipetaren (1988), Die Mongolen und ihr Weltreich (1989), Die Welt der Maya: archäologische Schätze aus drei Jahrtausenden (1992), China, eine Wiege der Weltkultur (1994) und Versunkene Königreiche Indonesiens (1995). Für die Alt-Nigeria-Ausstellung  im Jahr 1983 stellte sie nach dem plötzlichen Tod des  Direktors des Roemer-Museums  Walter Konrad mitten in der Ausstellungsvorbereitung den von ihm nur angefangenen Katalog Kunstschätze aus Alt-Nigeria  selbständig fertig.
Darüber hinaus übersetzte sie mehrere fachliche Publikationen ins Deutsche, so z. B. von Brain de Jongh: Griechenland, Festland und Peloponnes (1974), von Charles Burney und David: Die Bergvölker Vorderasiens – Armenien und Der Kaukasus von der Vorzeit bis zum Mongolensturm (1975), von Robin Fedden, Ägypten Fünftausend Jahre Niltal (1978), von John Baines und Jaromir Malek: Weltatlas der alten Kulturen. Ägypten (1980), von Yigael Yadin: Die Tempelrolle – Die verborgene Thora vom Toten Meer (1985), von Thomas Dickey, Vance Muse und Henry Wieneck, Die Gottkönige von Mexiko (1989) und von Robert Bianchi, Original und Fälschung? Professor Bernard V. Bothmer’s Dictum (2001).
Viele Jahre war sie eng mit den Planungen für das neue Ägyptische Museum in Al-Minya in Mittelägypten verbunden.

### Ehrenamtliche Tätigkeit
Nach dem Tod ihres Mannes Arne im Jahr 2004 war Eva Eggebrecht weiterhin eng mit dem Museum verbunden und ehrenamtlich beratend bei einigen der letzten Ausstellungen wie Der Archimedes-Code 2012 und Die Entstehung der Welt 2014 beteiligt. Außerdem engagierte sie sich sowohl im Freundeskreis Ägyptisches Museum Wilhelm Pelizaeus als auch im Echnaton Museum Al-Minya Verein, in dem sie bis zu ihrem Tod als Vorsitzende tätig war. Ihr letztes Projekt, die Übersetzung der Beschriftungen in der Ägyptenabteilung des Roemer- und Pelizaeus-Museums ins Englische, konnte sie wegen einer schweren Erkrankung nicht mehr zu Ende führen.

## Schriften (Auswahl)
- Eva Kühnert-Eggebrecht: Die Axt als Waffe und Werkzeug im Alten Ägypten. B. Hessling, Berlin 1969, DNB 482573120 (Dissertation).
- Eva Eggebrecht (Hrsg.): Zwischen Morgen und Abendland – Spätantike und koptische Textilien aus dem Besitz des Pelizaeus-Museum Hildesheim (= Hildesheimer Miniaturen. Band 4). Bernward-Verlag 1975, ISBN 3-87065-011-7.
- Eva Eggebrecht: Corpus Antiquitatum Aegyptiacarum, Roemer- und Pelizaeus-Museum Hildesheim. Lieferung 2, Spätantike und Koptische Textilien. Lose-Blatt-Katalog ägyptischer Altertümer. 1978.
- Arne Eggebrecht (Hrsg.), Eva Eggebrecht, Saskia Hoffmann (Autoren): Das Land am Nil: Bildteppiche aus Harrania. von Zabern, Mainz 1979, ISBN 3-8053-0423-4.
- Ekpo Eyo, Frank Willett (Hrsg.): Beiträge u. a. von Eva Eggebrecht: Kunstschätze aus Alt-Nigeria. (= Katalog zur Ausstellung im Roemer- und Pelizaeus-Museum Hildesheim vom 5. Juni – 23. Oktober 1983.) von Zabern, Mainz 1983, ISBN 3-8053-0738-1.
- Arne Eggebrecht (Hrsg.), Beiträge von Eva Eggebrecht, Ulf Bankmann: Glanz und Untergang des alten Mexiko: Die Azteken und ihre Vorläufer (= Katalog zur Ausstellung im Roemer- und Pelizaeus-Museum Hildesheim vom 30. Juni – 9. November 1986). von Zabern, Mainz 1986, ISBN 3-8053-0908-2.
- Arne Eggebrecht (Hrsg.), Eva Eggebrecht (Redaktion): Ägyptens Aufstieg zur Weltmacht. von Zabern, Mainz 1987, ISBN 3-8053-0964-3.
- Arne Eggebrecht (Hrsg.), Eva Eggebrecht (Beiträge): Das alte Ägypten – 3000 Jahre Geschichte und Kultur des Pharaonenreiches. Bertelsmann, 1988, ISBN 3-570-04418-1.
- Eva Eggebrecht (Hrsg.): Ägypten, Faszination und Abenteuer. von Zabern, Mainz 1990, ISBN 3-8053-0592-3.
- Eva und Arne Eggebrecht, Nikolaus Grube (Hrsg.): Die Welt der Maya – Archäologische Schätze aus drei Jahrtausenden (= Katalog zur Ausstellung im Roemer- und Pelizaeus-Museum Hildesheim vom 14. Juli – 29. November 1992). von Zabern 1992, ISBN 3-8053-1293-8.
- Arne und Eva Eggebrecht (Hrsg.): Versunkene Königreiche Indonesiens. von Zabern, Mainz 1995, ISBN 3-8053-1808-1.
- Eva Eggebrecht, Arne Eggebrecht, Ines Paolo de Castro (Hrsg.): Maya’amaq‘= Mundo maya. Guatemala, Cholsamaj 2001, ISBN 99922-56-41-9.
- Nikolai Grube, Eva Eggebrecht, Mattias Seidel (Hrsg.): Maya: Divine Kings of the Rainforest. Könemann, Köln 2001, ISBN 3-8290-4150-0.
- Eva Eggebrecht, Katja Lembke (Autoren): Das neue Minya-Museum – Ägyptens neue Pyramide. In: aMun. Magazin für die Freunde Ägyptischer Museen und Sammlungen. 2006, Heft 29 (Digitalisat).
- Robert Bianchi, Eva Eggebrecht (Hrsg.), Monreal Agustí, Illuis (Hrsg.): Egipto milenario: Vida cotidiana en la época de los faraones. Barcelona 1998, Katalog-Nr. 82.